# Llévame
«Llévame» es una canción del grupo de pop-rock chileno Kudai, escrita y producida por Guz. Fue lanzada en Latinoamérica como el segundo sencillo de la versión reeditada del álbum Sobrevive durante el último cuarto de 2006.

## Video musical
El video musical de Llévame trata sobre la bulimia y la anorexia en los jóvenes. En este, Kudai es mostrado tocando en las montañas, con cortes de escenas donde se aprecian recorriendo el lugar. En la historia principal, se muestra a una joven (Juanita Ringeling) que sufre de bulimia, la que es descubierta por su madre que aprecia fotografías del estado físico de su hija. Cuando la joven llega a casa, discute con su madre por las fotografías, y huye a su habitación, donde se desmaya. Su madre la encuentra tendida e inconsciente, y rápidamente le da de beber un vaso de leche, es así como pareciera que la relación entre ambas mejora desde entonces.

## Rendimiento comercial
Llévame debutó la semana del 30 de octubre de 2007 en la posición n.º 19 del Top 20 de Chile, donde se posicionó n.º 1, arrebatándoselo a Labios Compartidos de Maná, y donde permaneció durante una semana, convirtiéndose en el tercer sencillo de Kudai en alcanzar la posición número uno en Chile. Llévame también debutó la semana del 10 de enero de 2007 en la posición n.º 12 del Top 20 de Argentina, lista en la que se posicionó n.º 1, arrebatándoselo a Corazón en Venta de Andrés Calamaro, durante una semana, convirtiéndose en el primer sencillo de la banda en alcanzar el número uno en Argentina. Actualmente supera las 16.000.000 visitas en YouTube.

## Posicionamiento en listas
| Listas (2007)              | Mejor posición |
| -------------------------- | -------------- |
| Argentina (Top 20 Singles) | 1              |
| Chile (Top 20 Singles)     | 1              |
| Paraguay (Radio Latina)    | 4              |